# Aiete
Aiete (Baskisch. Spaans: Ayete) is een van de 17 districten van de Spaanse stad San Sebastian. Het district grenst in het noorden aan het district Centro, in het oosten aan het district Amara Berri, in het zuiden aan de districten Miramón-Zorroaga en Añorga, in het westen aan Ibaeta en in het noordwesten aan Antiguo. In 2020 had het district 14.374 inwoners.
Deze wijk bevindt zich in een heuvelgebied dat uitziet over de wijken op de vlaktes eromheen. Aiete ligt aan de oude weg van San Sebastian naar Hernani, wat tot halverwege de 19e eeuw de belangrijkste invalsweg van de stad was, aangezien de doorgaande weg van Madrid naar Frankrijk niet door San Sebastian liep, maar via Hernani en Astigarraga. In het Baskisch wordt de wijk in de volksmond dan ook wel Goiko Galtzara genoemd, wat "de straatweg boven" betekent.
In de wijk ligt het Paleis van Aiete, dat tot 1893 de zomerresidentie van de Spaanse monarchie was, en van 1940 tot 1975 de zomerresidentie van Francisco Franco, die er elk jaar in de maand augustus verbleef en er zijn ministerraad bijeen riep.
Op de grens van de districten Ibaeta en Aiete ligt station Lugaritz van EuskoTren, waar zowel de trein van San Sebastian naar Bilbao stopt, als de metro van San Sebastian.
Aiete · Altza · Amara Berri · Antiguo · Ategorrieta-Ulia · Añorga · Centro · Egia · Gros · Ibaeta · Igeldo · Intxaurrondo · Loiola · Martutene · Miracruz-Bidebieta · Miramon-Zorroaga · Zubieta